# Vestingwerken van Alkmaar
De vestingwerken van Alkmaar waren een systeem van fortificaties om de stad te beschermen tegen aanvallen van buitenaf. Alkmaar was, net zoals veel andere middeleeuwse steden, een vesting die beschikte over stadspoorten, stadsmuren, singels en bolwerken. Ook werden in Alkmaar aan het eind van de hoge middeleeuwen enkele burchten (her)gebouwd.

## Burchten
Gedurende de hoge middeleeuwen en een deel van de late middeleeuwen kende Alkmaar drie adellijke burchten, die dicht nabij de stad waren gelegen. Alle drie de burchten, ook wel kastelen genoemd waren eigendom van de Graaf van Holland en waren strategisch gelegen om Kennemerland te verdedigen tegen de West-Friezen. 

### Torenburg
De burcht Torenburg speelde dan ook een grote rol in de oorlog tegen de West-Friezen. Deze burcht lag ter hoogte van de Friesebrug en controleerde de toegang naar Alkmaar vanaf de Westfriese Omringdijk. 
De Torenburg dateert van voor 1200 en was opgetrokken uit tufsteen, een kostbaar materiaal afkomstig uit de Duitse Eifel. Rooms Koning Willem II heeft Torenburg in de periode 1254-1255 laten herbouwen in baksteen. Het was de residentie van de baljuw van Kennemerland, de hoogste grafelijke ambtenaar. In 1289 aanvaardde Graaf Floris V in Torenburg de onderwerping van de West-Friezen. Destijds gaf hij ook de opdracht om bij de Munnikenweg en Vronermeer twee extra burchten bouwen, de Middelburg en de Nieuwburg. De baljuw van Kennemerland en inmiddels ook van West-Friesland verhuisde naar de Nieuwburg, hierna raakte de Torenburg in verval. Er wordt vermoed dat deze in 1375 gesloopt is.
Hoe de burcht er uit gezien moet hebben is niet bekend, nimmer de precieze locatie ervan. Aan de burcht doet in de binnenstad een straat met de naam Torenburg nog aan de burcht denken.

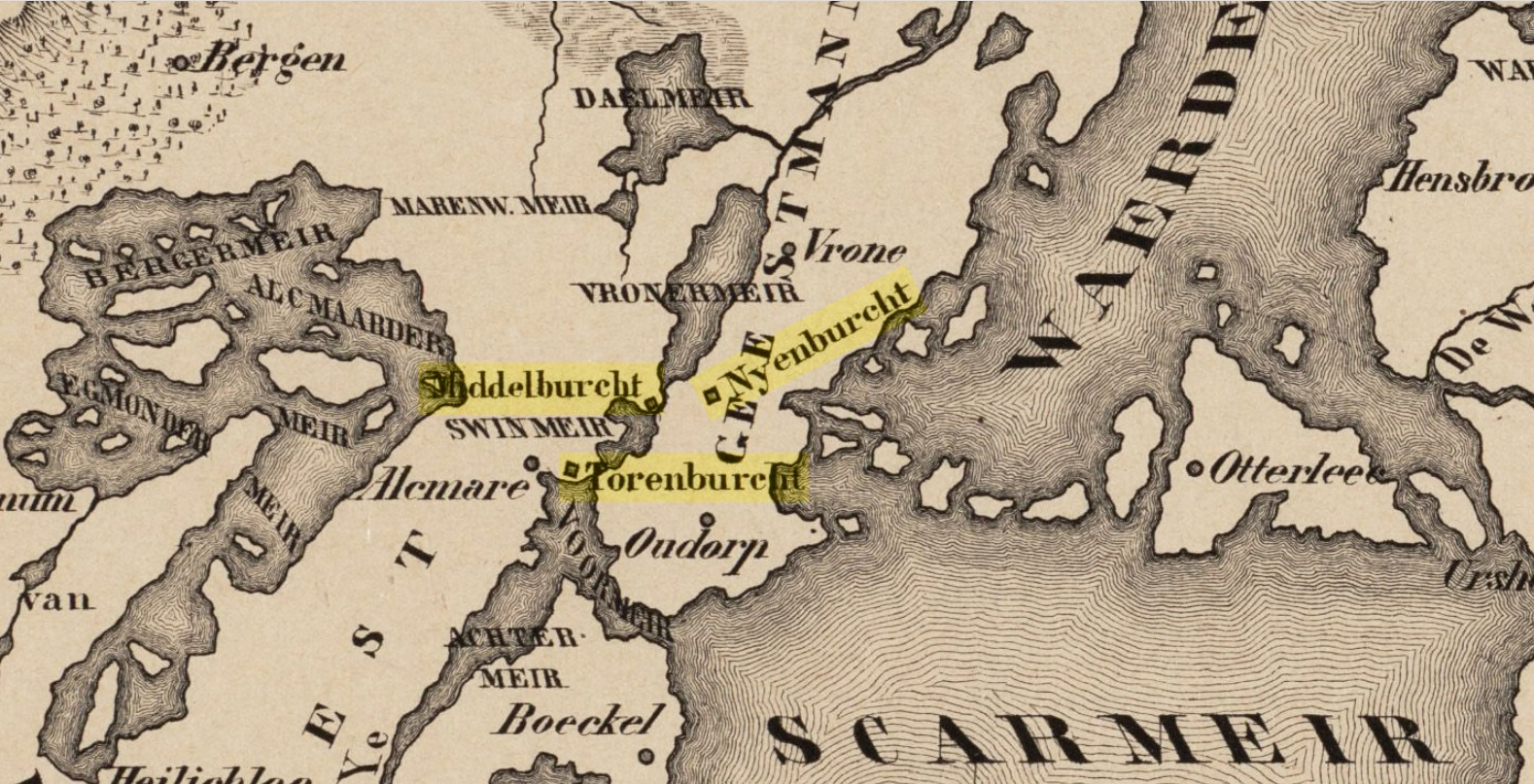
De burchten Torenburg, Middelburg en Nieuwburg nabij Alkmaar in 13e eeuw op een kaart uit 1865

### Nieuwburg
De Nieuwburg werd aan het eind van de 13e eeuw gebouwd in de Oudorperpolder, net als de Middelburg, en was strategisch gelegen bij een smalle zandrug. De burcht werd omringd door een dubbele omgrachting. De burcht zelf was de groter dan de Middelburg en bestond uit een bakstenen opgetrokken hoofdburcht met een woontoren. In deze zwaar uitgevoerde toren bevonden zich de voornaamste vertrekken. Verder had de hoofdburcht een zijvleugel aan een ommuurd binnenhof. Naast dit binnenhof bevond zich een aparte voorburcht, onder andere bestemd voor manschappen en opslag. Het uiterlijk van deze burcht is dankzij opgravingen bekend.
De Nieuwburg werd de nieuwe residentie van de baljuw van Kennemerland en West-Friesland, de hoogste grafelijke ambtenaar. Eerder vormde de Torenburg deze residentie.

### Middelburg
De Middelburg was net als de Nieuwburg eind 13e eeuw gebouwd in de Oudorperpolder. Deze burcht was echter veel kleiner en bestond uit een toren met een zijaanbouw en een ommuurd voorhof. Deze burcht kende evenals Nieuwburg een dubbele omgrachting.
De Middelburg lag halverwege de Munnikenweg en bevond zich daarmee tussen de Torenburg en de Nieuwburg in. De burcht moest bescherming bieden aan de landweg waaraan zij lag, en aan een waterverbinding tussen de Vronermeer en het Zwijnsmeer ten zuiden van de Munnikenweg.

### Opstand van het Kaas- en Broodvolk
Omstreeks 1490 heerste er grote onrust onder de bevolking in de noordelijke steden van Holland vanwege armoede en misoogsten. Toen de inning van het ruitergeld, een belasting ten behoeve van de oorlogsvoering, werd verhoogd, was dit de aanleiding voor een opstand die bekend staat als de Opstand van het Kaas- en Broodvolk. Deze opstand werd in 1492 neergeslagen. Als vergelding raakte Alkmaar zijn stadsrechten kwijt, en daarmee het recht tot fortificatie. Alle vestingwerken werden gesloopt. Hierdoor werd de stad kwetsbaar en zo viel de stad in 1517 ten prooi aan de beruchte Friese legeraanvoerder Grote Pier. Hij vernietigde in zijn plundertocht de burchten Middelburg en Nieuwburg, alsmede de stadsarchieven.

## Stadspoorten

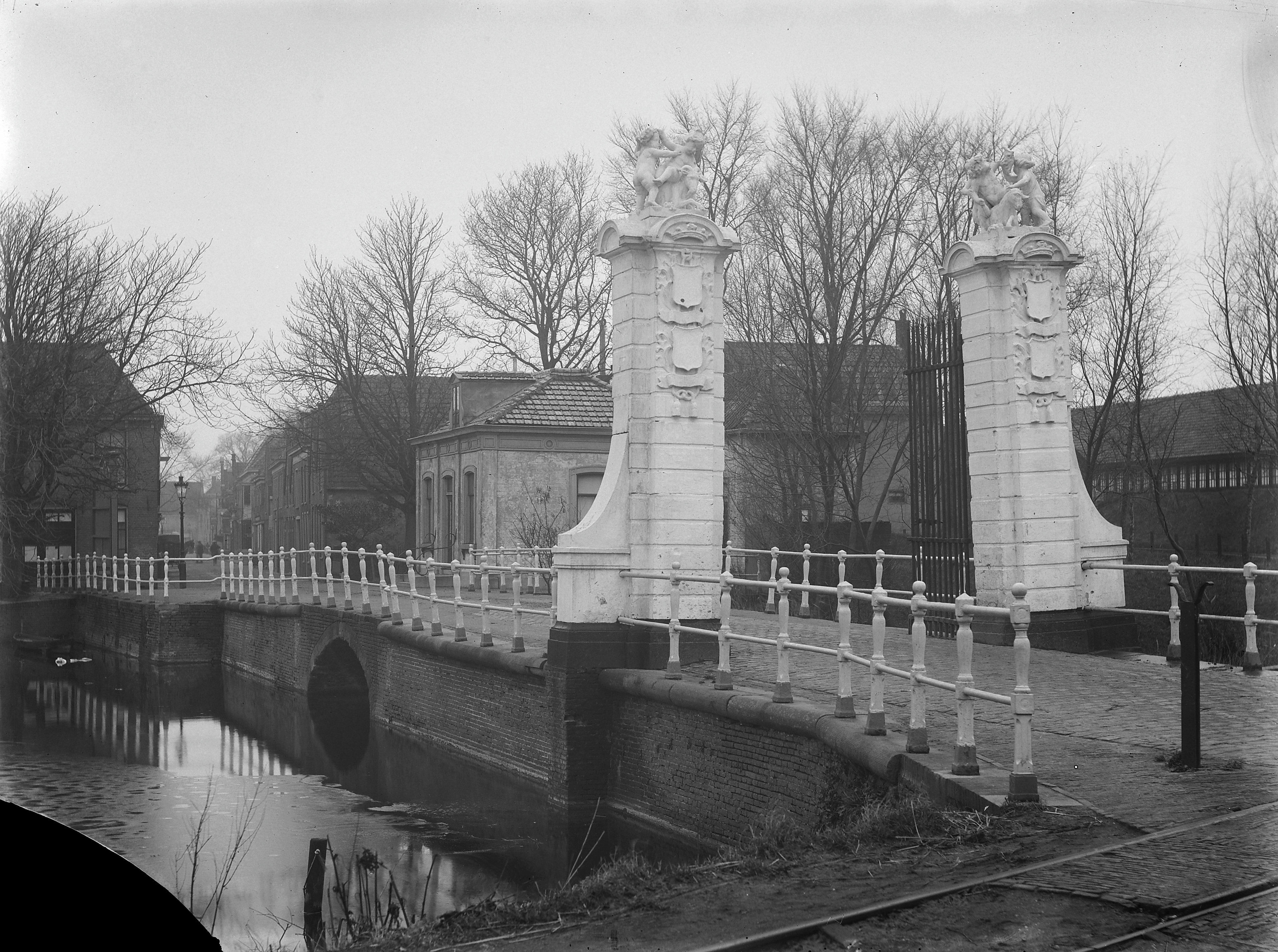
De hamei van de Schermerpoort.

In totaal heeft Alkmaar negen stadspoorten gekend. Van deze stadspoorten is er geen enkele geheel meer in tact. Van de Schermerpoort resteert enkel de hamei van de poort nadat deze in 1853 is afgebroken. Het voormalig commiezenhuis, dat bij de poort was gelegen en diende ter inning van de stadsaccijnzen, is bewaard gebleven.
De andere poorten zijn rond de negentiende eeuw na een gemeentelijk besluit gesloopt om ruimte te maken voor stadsuitbreiding en toenemend verkeer. De poorten werden als overbodig gezien en stonden in de weg. Een ander overblijfsel zijn de beeldengroepjes uit 1725 die boven op de pijlers van de hamei van de Boompoort stonden. Deze zijn in het bezit van het Stedelijk Museum Alkmaar. De andere stadspoorten zijn volledig afgebroken, waarvan de meeste in de loop van de 19e eeuw.
- Boompoort (1581 - 1866)
- Friesepoort (1528 - 1835)
- Geesterpoort, ook wel Bergerpoort (gesloopt in 1863)
- Kennemerpoort (afgebroken in 1868)
- Nieuwlanderpoort (afgebroken in 1809)
- Poort bij de Pietertoren (verdwenen voor 1573)
- Schermerpoort (1639 - 1853)
- Waterpoort (1595 - 1821)
- Wortelpoort (verdwenen voor 1573)

## Bolwerken
De verdedigingswerken van Alkmaar bestonden uit een aantal bastions, te weten:
- Noorder- of Munnikenbolwerk
- Canisstraeter- of Clarissenbolwerk
- Kennemerbolwerk (later het Grote bolwerk genoemd)
- Kleine bolwerk

Alkmaar · Amsterdam · Borculo · Bredevoort · Coevorden · Enschede · Haarlem · Hattem · 's-Hertogenbosch · Huissen · Klundert · Lochem · Maastricht · Montfoort · Naarden · Ommen · Ootmarsum · Rhenen · Roermond · Rijssen 
· Sittard · Sneek · Steenbergen · Terborg · Valkenburg · Zaltbommel · Zwolle